# Unchahar
Unchahar es un pueblo y nagar Panchayat situado en el distrito de Rae Bareli en el estado de Uttar Pradesh (India). Su población es de 11033 habitantes (2011). 

## Demografía
Según el censo de 2011 la población de Unchahar era de 11033 habitantes, de los cuales 5602 eran hombres y 5431 eran mujeres. Unchahar tiene una tasa media de alfabetización del 80,88%, superior a la media estatal del 67,68%: la alfabetización masculina es del 86,45%, y la alfabetización femenina del 75,10%.